# 소복 (1983년 드라마)
《소복》은 1983년 12월 10일에 방영된 TV문학관이다.

## 줄거리
대장장이 양 서방(김인문)은 용녀(차화연)라는 젊고 아름다운 아내가 갑자기 밤 화장에 정성인 것을 알고는 심상치 않게 생각한다. 하지만 용녀가 도망가면 혼자 살아야 한다는 두려움에 아는 척을 못한다. 용녀는 어린 나이에 양 서방의 따뜻한 마음에 끌려 그와 함께 살아왔으나 점점 나이가 들어가면서 세상에 눈을 뜨기 시작하는데...

## 출연
- 차화연
- 김인문
- 최정훈
- 사미자
- 최길호
- 이춘식
- 이승호
- 최재성
- 최동균
- 곽정희
- 김혜숙
- 안형식
- 최재현
- 최건호
- 방숙례
- 김채연
- 이현숙